# Konfederationskriget
Konfederationskriget (även känt som Chileanska konfederationskriget) var en militär konflikt som ägde rum mellan 1836 och 1839. Kriget utkämpades mellan den Peru-bolivianska konfederationen och Chile och Argentina, stödda av peruanska dissidenter. Striderna stod främst på Peruansk territorium och slutade med nederlag för konfederationen som upplöstes.